# Henry King
Henry King (Christiansburg, Virgínia, 24 de gener de 1886 - Toluca Lake, Califòrnia, 29 de juny de 1982) fou un director de cinema estatunidenc. Va dirigir un centenar de pel·lícules sobretot amb Tyrone Power i Gregory Peck.

## Biografia
Abans de dedicar-se al món de la direcció, King va treballar com a actor en diferents repertoris teatrals i fins i tot va debutar en el cinema el 1913 de la mà de la Lubin. Es va posar darrere de la càmera per primera vegada el 1915, i va arribar a convertir-se en un dels directors més famosos i rendibles del Hollywood dels anys 20 i 30. D'aquesta època cal destacar una de les seves obres mestres, Tol'able David (1921). Es va adaptar fàcilment a l'arribada del sonor. Va ser nominat en dues ocasions als Oscar per la millor direcció però no va poder guanyar-ne cap dels dos, encara que fos un dels 36 fundadors de l'Acadèmia de les Arts i les Ciències Cinematogràfiques. El 1944, va guanyar el Globus d'Or al millor director per The Song of Bernadette, basat en una novel·la homònima de Franz Werfel.
Durant la Segona Guerra Mundial, King va servir com a capità a la base patrullera de control de Brownsville (Texas).

## Filmografia
- 1915 - Should a Wife Forgive?
- 1916 - Little Mary Sunshine
- 1916 - Pay Dirt
- 1916 - Shadows and Sunshine
- 1917 - The Mate of the Sally Ann
- 1917 - Twin Kiddies
- 1917 - Sunshine and Gold
- 1917 - A Game of Wits
- 1917 - Told at Twilight
- 1917 - The Bride's Silence
- 1917 - Southern Pride
- 1918 - Powers That Prey
- 1918 - Up Romance Road
- 1918 - Hobbs in a Hurry
- 1918 - Hearts or Diamonds?
- 1918 - Social Briars
- 1918 - The Locked Heart
- 1918 - All the World to Nothing
- 1919 - Where the West Begins
- 1919 - Brass Buttons
- 1919 - This Hero Stuff
- 1919 - A Fugitive from Matrimony
- 1919 - Six Feet Four
- 1919 - Some Liar
- 1919 - A Sporting Chance
- 1919 - Haunting Shadows
- 1920 - One Hour Before Dawn
- 1920 - Dice of Destiny
- 1920 - The White Dove
- 1920 - Uncharted Channels
- 1920 - Help Wanted - Male
- 1921 - When We Were 21
- 1921 - The Sting of the Lash
- 1921 - Salvage
- 1921 - Tol'able David
- 1922 - The Seventh Day
- 1923 - Fury
- 1923 - The Bond Boy
- 1923 - The White Sister
- 1924 - Romola
- 1925 - Stella Dallas
- 1926 - Partners Again
- 1927 - The Magic Flame
- 1928 - The Woman Disputed
- 1930 - Hell Harbor
- 1930 - The Eyes of the World
- 1930 - Lightnin'
- 1931 - Merely Mary Ann amb Janet Gaynor
- 1931 - Over the Hill amb Mae Marsh
- 1932 - The Woman in Room 13 (1932)
- 1933 - State Fair amb Janet Gaynor i Will Rogers (la versió no musical)
- 1933 - I Loved You Wednesday
- 1934 - Marie Galante amb Spencer Tracy
- 1935 - One More Spring
- 1935 - Way Down East
- 1936 - The Country Doctor
- 1936 - Ramona
- 1936 - Lloyd's of London amb Tyrone Power
- 1937 - Seventh Heaven amb James Stewart
- 1937 - In Old Chicago amb Tyrone Power, Alice Faye, i Don Ameche
- 1938 - Alexander's Ragtime Band amb Tyrone Power, Alice Faye, Don Ameche, Ethel Merman, and Jack Haley
- 1939 - Jesse James amb Tyrone Power, Henry Fonda, i Nancy Kelly
- 1939 - Stanley and Livingstone amb Spencer Tracy i Nancy Kelly
- 1940 - Little Old New York
- 1940 - Maryland
- 1940 - Chad Hanna
- 1941 - A Yank in the RAF
- 1941 - Remember the Day amb Claudette Colbert
- 1942 - The Black Swan amb Tyrone Power i Maureen O'Hara
- 1943 - The Song of Bernadette amb Jennifer Jones
- 1944 - Wilson
- 1945 - A Bell for Adano amb John Hodiak, Gene Tierney
- 1946 - Margie
- 1947 - Capità de Castella (Captain from Castile) amb Tyrone Power
- 1948 - Deep Waters
- 1949 - Prince of Foxes amb Tyrone Power
- 1949 - 12 O'Clock High amb Gregory Peck
- 1950 - The Gunfighter amb Gregory Peck
- 1951 - I'd Climb the Highest Mountain
- 1951 - David i Betsabé (David and Bathsheba) amb Gregory Peck i Susan Hayward
- 1952 - Wait till the Sun Shines, Nellie
- 1952 - The Snows of Kilimanjaro amb Gregory Peck i Ava Gardner
- 1953 - King of the Khyber Rifles amb Tyrone Power
- 1955 -  Untamed amb Tyrone Power i Susan Hayward
- 1955 - Love Is a Many-Splendored Thing amb William Holden i Jennifer Jones
- 1956 - Carousel amb Gordon MacRae i Shirley Jones
- 1957 - The Sun Also Rises amb Tyrone Power, Ava Gardner, i Errol Flynn
- 1958 - The Bravados amb Gregory Peck i Joan Collins
- 1959 - Aquesta terra és meva (This Earth is Mine) amb Rock Hudson i Jean Simmons
- 1959 - Beloved Infidel amb Deborah Kerr i Gregory Peck
- 1962 - Tendra és la nit (Tender Is the Night) amb Jason Robards Jr. i Jennifer Jones